# Jo Molitoris
Jo Molitoris (* 30. Mai 1966 in Wien) ist ein österreichischer Kameramann und Bildgestalter.
Jo Molitoris ist seit Anfang der 1990er Jahre als Kameramann tätig. Von 1996 bis 2006 drehte er in Los Angeles Videoclips und Werbefilme. 2007 wurde er mit dem Diagonale-Preis Bildgestaltung für den Dokumentarfilm Kurz davor ist es passiert ausgezeichnet. Für Nevrland wurde er mit dem Österreichischen Filmpreis 2020 in der Kategorie Beste Kamera ausgezeichnet. 
Molitoris ist Mitglied bei der Austrian Association of Cinematographers (AAC).

## Filmografie (Auswahl)
- 2006: Kurz davor ist es passiert (Dokumentarfilm)
- 2008: Falco – Verdammt, wir leben noch!
- 2009: Tatort: Gesang der toten Dinge
- 2009: Mein Kampf
- 2010: Küsse, Schüsse, Rindsrouladen
- 2011: Brand – Eine Totengeschichte
- 2011: Weihnachtsengel küsst man nicht
- 2012: Spreewaldkrimi: Die Tränen der Fische
- 2014: Von einem, der auszog, das Fürchten zu lernen
- seit 2014: Die Toten vom Bodensee (Fernsehreihe)
  - 2014: Die Toten vom Bodensee
  - 2015: Familiengeheimnis
  - 2016: Stille Wasser
  - 2017: Die Braut
  - 2017: Abgrundtief
  - 2018: Der Wiederkehrer
  - 2018: Die vierte Frau
  - 2024: Die Messias
- 2015: Tatort: Deckname Kidon
- 2016: Seit Du da bist
- 2019: Nevrland
- 2021: Wirecard – Die Milliardenlüge
- 2024: Mit einem Tiger schlafen
- 2024: Der Altaussee-Krimi: Letzter Jodler (Fernsehreihe)